# Fried Coke
Fried Coke ("Coca frita", em inglês) é um polme (massa líquida) com sabor de Coca-Cola, que é congelado e frito, e, posteriormente, coberto por xarope de Coca-Cola, creme batido, açúcar de canela e uma cereja. Foi criado por Abel Gonzales, Jr., na Feira Estadual do Texas, onde recebeu o título de "comida mais criativa" na segunda competição anual realizada entre os vendedores de alimentos no local. O lanche se tornou bastante popular no Texas, onde foram vendidos 10.000 copos nas primeiras duas semanas, e foi adotado gradualmente por feiras na Carolina do Norte, Virgínia e Arizona. Também é muito popular na Califórnia.
Estima-se que a Fried Coke tenha 830 calorias (3.500 kJ) por copo.